# Yvonne Adhiambo Owuor
Yvonne Adhiambo Owuor (sinh 1968) là một nhà văn người Kenya, người đã giành giải Caine Prize for African Writing năm 2003 cho truyện "Weight of Whispers", kể về một quý tộc người Rwanda tị nạn ở Kenya. Câu chuyện ban đầu được xuất bản trong  Kwani?  là tạp chí văn học Kenya được thành lập bởi Binyavanga Wainaina sau khi ông giành được giải Caine vào năm trước đó. Năm 2004, bà đã giành giải Người phụ nữ của năm (hạng mục Nghệ thuật, Di sản) nhờ những đóng góp của bà cho nghệ thuật ở Kenya. Vào tháng 9 năm 2015, cuốn sách được đánh giá cao của bà, Dust không chỉ lọt vào danh sách giải thưởng Folio mà còn giành giải thưởng văn học xuất sắc của Kenya, Giải thưởng Jomo Kenyatta cho Văn học.

## Tiểu sử
Sinh ra ở Nairobi, Kenya, Owuor học tiếng Anh tại Đại học Kenyatta, trước khi học thạc sĩ về phát triển TV/Video tại Đại học Reading. Bà đã nhận được MPhil, Sáng tạo văn học từ Đại học Queensland, Úc. Bà đã làm việc như một nhà biên kịch và từ 2003 đến 2005 là Giám đốc điều hành của Liên hoan phim quốc tế Zanzibar. Truyện ngắn của bà "Weight of Whispers" đã chiến thắng giải thưởng Caine năm 2003. Các tác phẩm của bà đã xuất hiện trên nhiều ấn phẩm trên toàn thế giới, bao gồm Kwani? và McSweeney's, và truyện "The Knife Grinder's Tale" của bà được dựng thành một bộ phim ngắn cùng tiêu đề phát hành vào năm 2007.
Vào năm 2010, cùng với Binyavanga Wainaina, bà đã tham gia vào dự án "Pilgrimages" của Trung tâm Chinua Achebe và đi đến Kinshasa, và dự định sản xuất một cuốn sách về những trải nghiệm của bà.
Quyển tiểu thuyết phát hành năm 2014 Dust của bà pmiêu tả lịch sử bạo lực của Kenya trong nửa sau của thế kỷ 20. Đánh giá Dust của The New York Times, Taiye Selasi viết: "trong cuốn tiểu thuyết rực rỡ này, bạn sẽ tìm thấy toàn bộ trải nghiệm của con người - đẫm nước mắt, đổ máu, ham muốn, tình yêu - với tỷ lệ đáng kinh ngạc." Ron Charles của The Washington Post viết: "Owuor thể hiện tài năng và phạm vi phi thường qua các trang. Phong cách của bà là ấn tượng xen kẽ và khắc nghiệt, bùa chú và thúc đẩy. Một khoảnh khắc, bà giữ chúng tôi bị mắc kẹt trong những bức tường đẫm máu của một phòng giam tra tấn; Tiếp theo, giọng thơ cao vút của bà vang lên trên những đồng bằng phơi nắng. Bà có thể xóa tan sự u ám bằng những đoạn hài kịch của Dickensian hoặc sự lãng mạn dịu dàng, nhưng hầu hết tiểu thuyết của cô ấy diễn ra trong 'những khoảng lặng bị ma ám'. Dust tiến triển giữa sự than khóc của một gia đình và sự tham nhũng của chính trị quốc gia, xoay quanh một chàng trai trẻ cùng cái chết đã tạo ra một cơn lốc đau buồn kéo theo nhiều thế hệ lừa dối và lịch sử hiện đại đầy biến động của Kenya."